# ابوالقاسم اعتصام‌زاده
ابوالقاسم اعتصام‌زاده (زاده ۱۲۶۹ هجری خورشیدی در تبریز- درگذشته نامعلوم) متخلص به نیازی روزنامه‌نگار، مترجم، نویسنده، شاعر و نماینده مجلس شورای ملی بود. او مترجم رباعیات خیام به فرانسه است که برنده جایزهٔ آکادمی دولتی فرانسه شد.

## زندگی
ابوالقاسم اعتصام‌زاده براساس شرح حال خودنوشت او، ره‌آورد حسن در سال ۱۲۶۹ یا ۱۲۷۰ خورشیدی در تبریز متولد شد و تحصیلات متوسطه را در مدرسه لقمانیه این شهر به پایان رساند.
اعتصام‌زاده در انقلاب مشروطیت و همزمان با به توپ بستن مجلس در روزنامهٔ تبریز مقالاتی علیه روسهای تزاری می‌نوشت. بدین سبب تحت تعقیب عمال صمدخان شجاع‌الدوله حاکم تبریز قرار گرفت و زندگی مخفی آغاز کرد. پس از مدتی به سوئیس رفت، ابتدا در دانشگاه ژنو به تحصیل در رشته طب پرداخت و سپس به ادبیات تغییر رشته داد و در همین رشته فارغ‌التحصیل شد. خودش در این باره می‌گوید:

«... در دانشگاه ژنو تحصیل طب نموده ولی به واسطه جنگ بین‌المللی، پس از دادن قسمتی از امتحانات طب به رشته ادبیات که خرجش کمتر بود پرداخت و به واسطه ذوق شعر در فرانسه و سویس به شاعری و نویسندگی معروف گردید.»

اعتصام‌زاده در حدود سال ۱۳۰۰ به عنوان منشی در بخش تجاری سفارت ایران در سوییس مشغول به کار شد. پس از بازگشت به ایران در مدارس دارالفنون و علمیه و پهلوی به تدریس ادبیات فرانسوی پرداخت. در سال ۱۳۰۳ خورشیدی پس از درگذشت میرزا حسین‌خان صبا (کمال‌السلطان)، امتیاز روزنامهٔ ستاره ایران به وی انتقال یافت. از سال ۱۳۰۷ نام این روزنامه به ستاره جهان تغییر کرد و به زبان‌های فارسی و فرانسه منتشر شد. از چهار صفحه، سه صفحه آن فارسی و یک صفحه آن به زبان فرانسه بود. این روزنامه به‌طور مستمر به مدت قریب ده سال در تهران انتشار یافت.
ابوالقاسم اعتصام‌زاده در سال ۱۳۱۴ به نمایندگی از بجنورد به مجلس شورای ملی رفت (دوره دهم). در دوره بعد نیز به نمایندگی بجنورد انتخاب شد.

## خدمت نظام وظیفه زنان
در دوره یازدهم، در ۲۸ فروردین ۱۳۱۷ لایحه‌ای جهت تصویب قانون تازه‌ای برای خدمت نظام وظیفه در مجلس به شور گذاشته شد که معافیت‌ها را محدودتر می‌کرد، مثلاً کسانی که یک چشم داشتند، دیگر از خدمت نظام معاف نمی‌شدند. نخستین نماینده‌ای که دربارهٔ این لایحه نطق کرد اعتصام‌زاده بود که پیشنهاد داد در مواقع بسیج عمومی و جنگ، زنان هم به خدمت نظام فراخوانده شوند و در دفاع از پیشنهاد خود گفت:

«امروز در تحت توجهات شاهانه طبقه بانوان از تمام مزایای حقوق اجتماعی در کشور بهره‌مند هستند و دوش به دوش مردان حرکت می‌کنند، آیا تصور نمی‌توان کرد که اگر خدای نخواسته به وجود فرزندان دیگر ایران هم یک‌وقت احتیاج باشد، از وجود بانوان هم استفاده کرد؟ طبقه بانوان هم با نهایت افتخار برای خدمتگزاری حاضر باشند. البته مقصود بنده این نیست که زن‌ها هم مثل مردها مشق نظامی و تیراندازی بکنند. اگر در بعضی ممالک و کشورها هم بعضی هنگ‌های زنانه تشکیل شده‌است، این یک قضیه استثنائی است که البته هیچ وقت در هیچ جای دنیا عملی نخواهد شد ولی زنان هم به سهم خودشان می‌توانند در بعض از قسمت‌های دیگر کمک کنند؛ مثلاً در فصل دهم این قانون نوشته‌است که دواسازان و دندانسازان و پزشکان. در این قسمت‌ها ممکن است شرکت بکنند و خیلی از بانوان هستند که در این قسمت اطلاعات و تحصیلاتی دارند، پزشک هستند، دواسازی می‌کنند، دندانساز هستند. اینها چرا نباید شرکت کنند؟ البته برای بانوان ممکن است یک خدمات دور از خطر و زحمتی را در نظر گرفت. وقتی که می‌گویند کر و چلاق و یک چشم معاف نیستند، در سابق مثلی بود چه مردی بود کز زنی کم بود. بنده اینجا می‌خواهم عرض کنم که چه زنی بود کز شلی کم بود. این است که پیشنهاد می‌کنم که در مواقع بسیج عمومی و جنگ که البته امیدواریم با حسن سیاست دولت هم هرگز پیش نخواهد آمد، در آتیه از بانوان هم در بعضی از قسمت‌ها استفاده بشود برای طرفداری و حفظ میهن».

در واکنش به پیشنهاد اعتصام‌زاده، اسدالله زوار نماینده کاشمر گفت:

«یا گوش بنده درست نشنید یا تصور می‌کنم همه آقایان هم تصدیق بفرمایند که از بیانات آقای اعتصام‌زاده ماها که چیزی نفهمیدیم. بالاخره آقا می‌خواهم عرض کنم آن کسی که این مملکت را با دست توانای خودش از منجلاب بدبختی بیرون کشیده‌است، هیچ احتیاج به کمک ندارد و تمام اصلاحات را هم با دست توانا و فقط به اتکاء قوای شخص خودش کرده‌است (نمایندگان: صحیح است) و جزئیات امور را هم فوق آنچه تصور بفرمایید در نظر دارد (نمایندگان: صحیح است). بنابراین در مورد این قانون بالخصوص راجع به نظام وظیفه و عالم بانوان هیچ پیشنهادی تصور می‌کنم موقع قبول ذات شاهانه نباشد و در هر موقع از مواقع که این پیشنهاد شما لازم باشد، خودشان خواهند فرمود و تصور می‌کنم یک وکیلی باید این اندازه هوش و فکرش اجازه بدهد که در موارد اصول، حفظ نظامنامه داخلی را که وظیفه اوست بکند و در نظامنامه یک مداقه و مطالعه داشته باشد که نظامنامه داخلی به او چه جور اجازه نطق می‌دهد و بنده تقاضا می‌کنم برای آتیه آقا در حافظه خودشان یک تجدیدنظری بفرمایند».

## زندان
در اواخر سال ۱۳۱۶ که به‌دنبال انتقاد روزنامه‌های فرانسوی از ایران، روابط ایران و فرانسه قطع شد، اعتصام‌زاده در بخش فرانسه روزنامه ستاره جهان از قطع روابط ایران و فرانسه اظهار تأسف کرد. این ابراز تأسف به توقیف روزنامهٔ به حکم شهربانی و پس از چند ماه به دستگیری اعتصام‌زاده انجامید اما دلیلی که برای بازداشت و پیگرد قضائی او عنوان شد چیز دیگری بود.
در شانزدهم امرداد ۱۳۱۷ احمد متین دفتری وزیر عدلیه لایحه سلب مصونیت ابوالقاسم اعتصام‌زاده را به تصویب مجلس رساند و در توجیه پیگرد قضائی اعتصام‌زاده گفت که او مرتکب صدور چندین فقره چک بلامحل شده‌است. اعتصام‌زاده تا مهر ۱۳۲۰ در زندان بود و پس از آزادی دیگر به عرصه سیاسی و مطبوعاتی بازنگشت و به کارهای تحقیقی و پژوهشی پرداخت.

## فعالیت ادبی
اعتصام‌زاده در دوران تحصیل کار تألیف و ترجمه را شروع کرد. وی عضو انجمن ادبی ایران و نمایندهٔ رسمی مؤسسه بین‌المللی «تحصیلات عالی و صنایع مستظرفه» بود. در سال ۱۹۲۹ میلادی برابر با ۱۳۰۸ خورشیدی در مسابقه ادبی فرانسه قطعه شعری به نام زندگی سرود که جایزهٔ ژوفلور را برای او به ارمغان آورد و در سال ۱۹۳۲میلادی برابر با ۱۳۱۱ برای ترجمهٔ رباعیات عمرخیام به زبان فرانسه به دریافت جایزه از آکادمی دولتی فرانسه نائل شد.

### آثار منثور
- هزار مسئله حساب و هندسه و جبر و مقابله
- هزار و یک خنده

### آثار منظوم
- دیوان اشعار به زبان فرانسه و فارسی - دو جلد

### ترجمه آثار دیگران
- نامه‌های ایرانی اثر منتسکیو در ستاره جهان
- دستور تجارت
- رباعیات عمر خیام (به فرانسه)
- تاریخ بیزانس نوشته پل لو مرل
- تاریخ پلیس
- کشمیر یا باغ بانشاط
- یک دروغ چه کرد نوشته یوهان بویر

## کتاب ره‌آورد حسن
در کتاب ره‌آورد حسن، ۶۵ شرح حال از شماری از چهره‌های فرهنگی - سیاسی سال‌های ۱۳۱۰ تا ۱۳۴۰ به خط خود این افراد نوشته شده و اطلاعات کتاب درباره این افراد، نه از قول دیگران، بلکه از قول و قلم خود آنهاست. شرح حال خود ابوالقاسم اعتصام‌زاده اما از زبان سوم شخص بیان شده‌است.
کتاب ره‌آورد حسن را کتابخانه، موزه و مرکز اسناد مجلس شورای اسلامی در بهار ۱۳۸۸ به گردآوری مرحوم حسن ره‌آورد منتشر کرد.